# 브레이크 패드
브레이크 패드(brake pad)는 자동차 및 기타 응용 분야에 사용되는 디스크 브레이크의 부품이다. 브레이크 패드는 디스크 브레이크 로터를 향하는 표면에 마찰재가 결합된 강철 백킹 플레이트로 구성된다.

## 기능
브레이크 패드는 마찰을 통해 차량의 운동 에너지를 열에너지로 변환한다. 두 개의 브레이크 패드가 브레이크에 포함되어 있으며 마찰면이 로터를 향하고 있다. 브레이크가 유압식으로 작동되면 캘리퍼는 두 개의 패드를 회전하는 로터에 함께 고정하거나 압착하여 차량의 속도를 늦추고 정지시킨다. 브레이크 패드가 로터와의 접촉으로 인해 가열되면 소량의 마찰 물질이 디스크에 전달되어 디스크에 흐릿한 회색 코팅이 남는다. 브레이크 패드와 디스크(이제 둘 다 마찰재가 있음)는 서로 "붙어" 차량을 정지시키는 마찰을 제공한다.
디스크 브레이크에는 일반적으로 디스크 로터당 2개의 브레이크 패드가 있으며, 둘 다 함께 작동한다. 이는 제자리에 고정되고 휠 허브 또는 서스펜션에 수직으로 부착된 캘리퍼에 의해 작동된다. 그러나 레이싱 캘리퍼는 최적의 성능을 위해 엇갈린 패턴으로 다양한 마찰 특성을 지닌 최대 6개의 패드를 활용할 수 있다. 재질의 특성, 차량 중량, 주행 속도에 따라 디스크 마모율이 달라질 수 있다. 브레이크 패드는 일반적으로 정기적으로 교체해야 한다(패드 재질에 따라 다름). 대부분의 브레이크 패드에는 이를 수행해야 할 때 운전자에게 경고하는 방법이 장착되어 있다. 일반적인 기술은 마모로 인해 결국 사라지는 것은 패드의 수명이 끝났음을 의미하는 작은 중앙 홈을 제조하는 것이다. 다른 방법으로는 연질 금속의 얇은 스트립을 홈에 배치하여 노출되면(마모로 인해) 브레이크가 삐걱거리는 소리를 내도록 하는 것이다. 브레이크 패드가 얇아지면 전기 회로를 닫는 패드 소재에 부드러운 금속 마모 탭을 내장해 대시보드 경고등을 켜는 것도 가능하다.

## 같이 보기
- 엔진 브레이크
- 철도 브레이크